# Васильев, Владимир Серафимович
Владимир Серафимович Васильев (род. 19 июля 1949, Ишимбай, БАССР) — советский российский футболист и тренер (женский футбол).
Выступал за «Нефтяник» (Ишимбай) и СКА (Свердловск). Карьеру игрока вынужден был завершить в 20 лет из-за тяжелой травмы ноги.
Начинал тренерскую карьеру в ДЮСШ г. Ишимбая, в дальнейшем тренировал любительские и полупрофессиональные команды Башкирии. В конце 1980-х стал тренером первой в Башкирии женской футбольной команды («Олимпия», Ишимбай).
Главный тренер женской футбольной команды «Идель», Уфа (1992—1993, 1995—1997, 1998), выступавшей в высшей лиге в сезонах 1995—1998 годах (места: дебют 9 из 12, 1996 — 8 из 12, 1997 — 8 из 10, 1998 — 6 из 9). Старший тренер сборных областей «Черноземья». Сейчас начальник команды ФК «Энергия», входит с 2001 года в тренерский коллектив ДЮСШ «Энергия» — негосударственное учреждение дополнительного образования при клубе «Энергия» (Воронеж).
Окончил Волгоградский институт физической культуры.
Лучший работник физической культуры и спорта БАССР. Отличник ФК и спорта России.